# Организационно-штатная структура частей и соединений нового типа Армии США
Организационно-штатная структура частей и соединений нового типа (англ. Future Combat Systems, FCS — «Боевые системы будущего», Future Force — «Силы будущего») предполагалась ко внедрению в рамках долгосрочной программы перевооружения и реорганизации Армии США «Боевые системы будущего» с 2003 по 2030 гг. Организационно-штатная структура (ОШС) частей нового типа неоднократно пересматривалась и корректировалась с добавлением и исключением тех или иных элементов, но при этом, она в значительной степени повторяла уже существующие и ранее существовавшие модели и накладывалась на сложившуюся за всю историю Армии США традиционную структуру армейских формирований. Даже роботизированные боевые и вспомогательные средства интегрировались в традиционные структуры мотопехотных, разведывательных, инженерных или других подразделений, а не выводились в отдельные подразделения роботизированных и беспилотных средств. После отмены программы 23 июня 2009 г. и прекращения разработки предусмотренных ею новых вооружений и военной техники, переход армейских частей и соединений на новые штаты в запланированном виде стал неактуален.

## Программные документы
Программа «Боевые системы будущего» была крупнейшей в истории Армии США программой перевооружения и технологического переоснащения. Одна только фаза разработки и демонстрации нового вооружения и техники, параллельно с которой корректировалась перспективная ОШС частей и соединений нового типа, подразделялась на пятнадцать этапов. В соответствии с инструкцией председателя Объединённого комитета начальников штабов США № 3170.01B от 15 апреля 2001 г. FCS должна была представлять собой армейскую надсистему (англ. system-of-systems, FCS SoS), в которую встраивались модульные элементы низшего порядка, что согласно общему замыслу, позволяло ускорить процесс внедрения в армии передовых военных технологий и достижений научно-технического прогресса. При этом сама по себе, перспективная ОШС частей нового типа была взаимозависима от разрабатываемых образцов вооружения и военной техники.

## Боевое соединение
До утверждения вариантов ОШС частей и соединений нового типа и их точных наименований, применительно к перспективному базовому военному формированию сил нового типа (англ. Objective Force, OF), употреблялось выражение «боевое соединение» (англ. Maneuver Unit of Action или Unit of Action, FCS UA). Боевое соединение предполагалось задействовать не только в сухопутных и аэромобильных наступательных операциях, но также в военно-полицейских, миротворческих и гуманитарных операциях (локализации последствий чрезвычайных происшествий стихийного и техногенного характера) самостоятельно или как элемент общевойсковой группировки (англ. Joint Task Force, JTF). Развитие концепции применения боевых соединений развивалось параллельно с развитием программы FCS и её составляющей — Future Force.
|                                  |                                  |                                  |                                  |                                  |                                  |  |  | командование        |                     |                     |                     |                     |                     |  |  |                                                |                                                |                                                |                                                |                                                |                                                |  |  |                       |                       |                       |                       |                       |                       |
|                                  |                                  |                                  |                                  |                                  |                                  |  |  |                     |                     |                     |                     |                     |                     |  |  |                                                |                                                |                                                |                                                |                                                |                                                |  |  |                       |                       |                       |                       |                       |                       |
| рота радио- электронной разведки | рота радио- электронной разведки | рота радио- электронной разведки | рота радио- электронной разведки | рота радио- электронной разведки | рота радио- электронной разведки |  |  | штаб и штабная рота | штаб и штабная рота | штаб и штабная рота | штаб и штабная рота | штаб и штабная рота | штаб и штабная рота |  |  | рота связи                                     | рота связи                                     | рота связи                                     | рота связи                                     | рота связи                                     | рота связи                                     |  |  |                       |                       |                       |                       |                       |                       |
| рота радио- электронной разведки | рота радио- электронной разведки | рота радио- электронной разведки | рота радио- электронной разведки | рота радио- электронной разведки | рота радио- электронной разведки |  |  | штаб и штабная рота | штаб и штабная рота | штаб и штабная рота | штаб и штабная рота | штаб и штабная рота | штаб и штабная рота |  |  | рота связи                                     | рота связи                                     | рота связи                                     | рота связи                                     | рота связи                                     | рота связи                                     |  |  |                       |                       |                       |                       |                       |                       |
|                                  |                                  |                                  |                                  |                                  |                                  |  |  |                     |                     |                     |                     |                     |                     |  |  |                                                |                                                |                                                |                                                |                                                |                                                |  |  |                       |                       |                       |                       |                       |                       |
|                                  |                                  |                                  |                                  |                                  |                                  |  |  |                     |                     |                     |                     |                     |                     |  |  |                                                |                                                |                                                |                                                |                                                |                                                |  |  |                       |                       |                       |                       |                       |                       |
| артиллерийский дивизион          | артиллерийский дивизион          | артиллерийский дивизион          | артиллерийский дивизион          | артиллерийский дивизион          | артиллерийский дивизион          |  |  | авиаотряд           | авиаотряд           | авиаотряд           | авиаотряд           | авиаотряд           | авиаотряд           |  |  | батальон материально- технического обеспечения | батальон материально- технического обеспечения | батальон материально- технического обеспечения | батальон материально- технического обеспечения | батальон материально- технического обеспечения | батальон материально- технического обеспечения |  |  | мотопехотный батальон | мотопехотный батальон | мотопехотный батальон | мотопехотный батальон | мотопехотный батальон | мотопехотный батальон |
| артиллерийский дивизион          | артиллерийский дивизион          | артиллерийский дивизион          | артиллерийский дивизион          | артиллерийский дивизион          | артиллерийский дивизион          |  |  | авиаотряд           | авиаотряд           | авиаотряд           | авиаотряд           | авиаотряд           | авиаотряд           |  |  | батальон материально- технического обеспечения | батальон материально- технического обеспечения | батальон материально- технического обеспечения | батальон материально- технического обеспечения | батальон материально- технического обеспечения | батальон материально- технического обеспечения |  |  | мотопехотный батальон | мотопехотный батальон | мотопехотный батальон | мотопехотный батальон | мотопехотный батальон | мотопехотный батальон |
|                                  |                                  |                                  |                                  |                                  |                                  |  |  |                     |                     |                     |                     |                     |                     |  |  |                                                |                                                |                                                |                                                |                                                |                                                |  |  |                       |                       |                       |                       |                       |                       |
|                                  |                                  |                                  |                                  |                                  |                                  |  |  |                     |                     |                     |                     |                     |                     |  |  |                                                |                                                |                                                |                                                |                                                |                                                |  |  | мотопехотный батальон |                       |                       |                       |                       |                       |
|                                  |                                  |                                  |                                  |                                  |                                  |  |  |                     |                     |                     |                     |                     |                     |  |  |                                                |                                                |                                                |                                                |                                                |                                                |  |  |                       |                       |                       |                       |                       |                       |
|                                  |                                  |                                  |                                  |                                  |                                  |  |  |                     |                     |                     |                     |                     |                     |  |  |                                                |                                                |                                                |                                                |                                                |                                                |  |  |                       |                       |                       |                       |                       |                       |
|                                  |                                  |                                  |                                  |                                  |                                  |  |  |                     |                     |                     |                     |                     |                     |  |  |                                                |                                                |                                                |                                                |                                                |                                                |  |  | мотопехотный батальон |                       |                       |                       |                       |                       |
|                                  |                                  |                                  |                                  |                                  |                                  |  |  |                     |                     |                     |                     |                     |                     |  |  |                                                |                                                |                                                |                                                |                                                |                                                |  |  |                       |                       |                       |                       |                       |                       |

Боевое соединение нового типа
должно было включать в себя следующие элементы:
- Командование;
- Штаб и штабная рота;
- 1 рота радиоэлектронной разведки;
- 1 рота связи;
- 3 мотопехотных батальона;
- 1 артиллерийский дивизион;
- 1 авиаотряд;
- 1 батальон материально-технического обеспечения.

По предложенному штату военного времени боевого соединения предусматривалось 2245 человек личного состава, из которых 1620, т. е. около 72% находилось в составе трёх общевойсковых мотопехотных батальонов. Применительно к парку боевого соединения, вместо традиционных понятий военная техника или военная и специальная техника (ВСТ) вводилось понятие «обитаемых и необитаемых платформ» (англ. manned and unmanned platforms, MUM).
Первое боевое соединение предполагалось развернуть, оснастить и укомплектовать за семь с половиной лет (к 2010 г.), что считалось опережающими темпами реорганизации, так как ранее подобного рода процессы занимали пятнадцать—двадцать лет. Основные формы боевого применения: скоротечные наступательные операции на направлениях главных ударов с упором на нейтрализацию ключевых элементов системы обороны противника («центров тяжести»); способ доставки на театр военных действий: оперативный маневр со стратегического удаления (англ. Operational Maneuver from the Strategic Distances), с переброской сил и средств воздушным, морским или наземным транспортом в район сосредоточения, удалённый от сил противника и недосягаемый для его средств поражения, с последующим выдвижением в район оперативного предназначения и переходом в наступление.

## Бригада
После утверждения ОШС частей и соединений нового типа и их точных наименований, базовым военным формированием сил нового типа стала бригада (англ. Brigade Combat Team, FCS BCT). Бригада включала в себя:
|                         |                         |                         |                         |                         |                         |  |  | командование              |                           |                           |                           |                           |                           |  |  |                                                |                                                |                                                |                                                |                                                |                                                |  |  |                       |                       |                       |                       |                       |                       |
|                         |                         |                         |                         |                         |                         |  |  |                           |                           |                           |                           |                           |                           |  |  |                                                |                                                |                                                |                                                |                                                |                                                |  |  |                       |                       |                       |                       |                       |                       |
| рота РЭР и связи        | рота РЭР и связи        | рота РЭР и связи        | рота РЭР и связи        | рота РЭР и связи        | рота РЭР и связи        |  |  | штаб                      | штаб                      | штаб                      | штаб                      | штаб                      | штаб                      |  |  | штабная рота                                   | штабная рота                                   | штабная рота                                   | штабная рота                                   | штабная рота                                   | штабная рота                                   |  |  |                       |                       |                       |                       |                       |                       |
| рота РЭР и связи        | рота РЭР и связи        | рота РЭР и связи        | рота РЭР и связи        | рота РЭР и связи        | рота РЭР и связи        |  |  | штаб                      | штаб                      | штаб                      | штаб                      | штаб                      | штаб                      |  |  | штабная рота                                   | штабная рота                                   | штабная рота                                   | штабная рота                                   | штабная рота                                   | штабная рота                                   |  |  |                       |                       |                       |                       |                       |                       |
|                         |                         |                         |                         |                         |                         |  |  |                           |                           |                           |                           |                           |                           |  |  |                                                |                                                |                                                |                                                |                                                |                                                |  |  |                       |                       |                       |                       |                       |                       |
|                         |                         |                         |                         |                         |                         |  |  |                           |                           |                           |                           |                           |                           |  |  |                                                |                                                |                                                |                                                |                                                |                                                |  |  |                       |                       |                       |                       |                       |                       |
| артиллерийский дивизион | артиллерийский дивизион | артиллерийский дивизион | артиллерийский дивизион | артиллерийский дивизион | артиллерийский дивизион |  |  | разведывательный эскадрон | разведывательный эскадрон | разведывательный эскадрон | разведывательный эскадрон | разведывательный эскадрон | разведывательный эскадрон |  |  | батальон материально- технического обеспечения | батальон материально- технического обеспечения | батальон материально- технического обеспечения | батальон материально- технического обеспечения | батальон материально- технического обеспечения | батальон материально- технического обеспечения |  |  | мотопехотный батальон | мотопехотный батальон | мотопехотный батальон | мотопехотный батальон | мотопехотный батальон | мотопехотный батальон |
| артиллерийский дивизион | артиллерийский дивизион | артиллерийский дивизион | артиллерийский дивизион | артиллерийский дивизион | артиллерийский дивизион |  |  | разведывательный эскадрон | разведывательный эскадрон | разведывательный эскадрон | разведывательный эскадрон | разведывательный эскадрон | разведывательный эскадрон |  |  | батальон материально- технического обеспечения | батальон материально- технического обеспечения | батальон материально- технического обеспечения | батальон материально- технического обеспечения | батальон материально- технического обеспечения | батальон материально- технического обеспечения |  |  | мотопехотный батальон | мотопехотный батальон | мотопехотный батальон | мотопехотный батальон | мотопехотный батальон | мотопехотный батальон |
|                         |                         |                         |                         |                         |                         |  |  |                           |                           |                           |                           |                           |                           |  |  |                                                |                                                |                                                |                                                |                                                |                                                |  |  |                       |                       |                       |                       |                       |                       |
|                         |                         |                         |                         |                         |                         |  |  |                           |                           |                           |                           |                           |                           |  |  |                                                |                                                |                                                |                                                |                                                |                                                |  |  | мотопехотный батальон |                       |                       |                       |                       |                       |
|                         |                         |                         |                         |                         |                         |  |  |                           |                           |                           |                           |                           |                           |  |  |                                                |                                                |                                                |                                                |                                                |                                                |  |  |                       |                       |                       |                       |                       |                       |
|                         |                         |                         |                         |                         |                         |  |  |                           |                           |                           |                           |                           |                           |  |  |                                                |                                                |                                                |                                                |                                                |                                                |  |  |                       |                       |                       |                       |                       |                       |
|                         |                         |                         |                         |                         |                         |  |  |                           |                           |                           |                           |                           |                           |  |  |                                                |                                                |                                                |                                                |                                                |                                                |  |  | мотопехотный батальон |                       |                       |                       |                       |                       |
|                         |                         |                         |                         |                         |                         |  |  |                           |                           |                           |                           |                           |                           |  |  |                                                |                                                |                                                |                                                |                                                |                                                |  |  |                       |                       |                       |                       |                       |                       |

- Командование;
- Штаб;
- 1 штабная рота;
- 1 рота радиоэлектронной разведки и связи;
- 3 мотопехотных батальона;
- 1 артиллерийский дивизион;
- 1 разведывательный эскадрон;
- 1 батальон материально-технического обеспечения.

Согласно плану реорганизации Армии США, принятому в 2007 г., первую бригаду нового типа предполагалось развернуть и укомплектовать к 2015 г., всего предполагалось создать 15 бригад нового типа до 2030 г., параллельно с 43 уже существующими конвенциональными пехотными бригадами (англ. Infantry Brigade Combat Team, IBCT), которые предполагалось частично дооснастить и перевооружить новыми образцами вооружения и военной техники, начиная с 2011 г. (программа “Spin Out”).

## Общевойсковой батальон
Стержневым элементом структуры как боевого соединения, так и бригадной тактической группы, являлся общевойсковой батальон (англ. Combined Arms Battalion, FCS BCT CAB). Общевойсковой мотопехотный батальон (сокр. ОМБ) включал в себя следующие элементы:
|                    |                    |                    |                    |                    |                    |  |  | командование          |                       |                       |                       |                       |                       |  |  |                        |                        |                        |                        |                        |                        |  |  |                   |                   |                   |                   |                   |                   |
|                    |                    |                    |                    |                    |                    |  |  |                       |                       |                       |                       |                       |                       |  |  |                        |                        |                        |                        |                        |                        |  |  |                   |                   |                   |                   |                   |                   |
|                    |                    |                    |                    |                    |                    |  |  | штаб и штабная рота   |                       |                       |                       |                       |                       |  |  |                        |                        |                        |                        |                        |                        |  |  |                   |                   |                   |                   |                   |                   |
|                    |                    |                    |                    |                    |                    |  |  |                       |                       |                       |                       |                       |                       |  |  |                        |                        |                        |                        |                        |                        |  |  |                   |                   |                   |                   |                   |                   |
|                    |                    |                    |                    |                    |                    |  |  |                       |                       |                       |                       |                       |                       |  |  |                        |                        |                        |                        |                        |                        |  |  |                   |                   |                   |                   |                   |                   |
| миномётная батарея | миномётная батарея | миномётная батарея | миномётная батарея | миномётная батарея | миномётная батарея |  |  | разведывательная рота | разведывательная рота | разведывательная рота | разведывательная рота | разведывательная рота | разведывательная рота |  |  | рота огневой поддержки | рота огневой поддержки | рота огневой поддержки | рота огневой поддержки | рота огневой поддержки | рота огневой поддержки |  |  | мотопехотная рота | мотопехотная рота | мотопехотная рота | мотопехотная рота | мотопехотная рота | мотопехотная рота |
| миномётная батарея | миномётная батарея | миномётная батарея | миномётная батарея | миномётная батарея | миномётная батарея |  |  | разведывательная рота | разведывательная рота | разведывательная рота | разведывательная рота | разведывательная рота | разведывательная рота |  |  | рота огневой поддержки | рота огневой поддержки | рота огневой поддержки | рота огневой поддержки | рота огневой поддержки | рота огневой поддержки |  |  | мотопехотная рота | мотопехотная рота | мотопехотная рота | мотопехотная рота | мотопехотная рота | мотопехотная рота |
|                    |                    |                    |                    |                    |                    |  |  |                       |                       |                       |                       |                       |                       |  |  |                        |                        |                        |                        |                        |                        |  |  |                   |                   |                   |                   |                   |                   |
|                    |                    |                    |                    |                    |                    |  |  |                       |                       |                       |                       |                       |                       |  |  | рота огневой поддержки | рота огневой поддержки | рота огневой поддержки | рота огневой поддержки | рота огневой поддержки | рота огневой поддержки |  |  | мотопехотная рота | мотопехотная рота | мотопехотная рота | мотопехотная рота | мотопехотная рота | мотопехотная рота |
|                    |                    |                    |                    |                    |                    |  |  |                       |                       |                       |                       |                       |                       |  |  | рота огневой поддержки | рота огневой поддержки | рота огневой поддержки | рота огневой поддержки | рота огневой поддержки | рота огневой поддержки |  |  | мотопехотная рота | мотопехотная рота | мотопехотная рота | мотопехотная рота | мотопехотная рота | мотопехотная рота |

- Командование;
- Штаб и штабная рота;
- 1 разведывательная рота;
- 2 роты огневой поддержки;
- 2 мотопехотные роты;
- 1 миномётная батарея.

По предложенному 2 февраля 2003 г. штату военного времени ОМБ предусматривалось 540 человек личного состава. Парк ОМБ составляли: 22 командно-штабные машины C2V, 10 машин управления CV, 20 бронетранспортёров ICV, 18 конвенциональных танков и боевых машин различного назначения на платформе MGS, 8 самоходных миномётов NLOS-M, 9 боевых разведывательных машин RSV, 16 тяжёлых роботизированных боевых машин ARV-A, 9 средних роботизированных боевых разведывательных машин ARV-R, 18 лёгких роботизированных транспортёров переднего края MULE-T, 17 многоцелевых машин FTTS, — всего 147 единиц бронетехники, 3 разведывательных беспилотных летательных аппарата.
В соответствии со скорректированной нормативной документацией по состоянию на октябрь 2006 г. парк ОМБ предусматривал наличие: 88 конвенциональных танков и боевых машин различной конфигурации и назначения на платформе типа MGV, 6 тяжёлых роботизированных боевых машин ARV-A, 9 средних роботизированных боевых разведывательных машин ARV-R, 6 лёгких роботизированных боевых разведывательных машин ARV-A-L, 18 лёгких роботизированных транспортёров переднего края MULE-T, 10 лёгких роботизированных машин инженерной разведки MULE-C, — всего 138 единиц бронетехники и 27 многоцелевых мини-роботов SUGV.

## Альтернативные программы
Конкурирующим проектом на завершающем этапе существования программы FCS был план модульной реорганизации Армии США (англ. Modular Redesign), не менее затратный для Государственного бюджета США ($288 млрд против $230 млрд затрат на FCS) с реорганизацией существующих армейских тактических соединений в модульные, всего предполагалось реорганизовать методом переформирования, дооснащения и доукомплектования 42 модульные бригады из 48 существующих на 2007 г. (Modular BCT).